# 拟双线天竺鲷
拟双线天竺鲷（学名：Apogon pseudotaeniatus）为天竺鲷科天竺鲷属的鱼类，俗名拟双带天竺鲷。分布于从红海、印度至太平洋、台湾岛等。该物种的模式产地在红海。